# Мур (округ, Северная Каролина)
Округ Мур (англ. Moore County) располагается в штате Северная Каролина, США. Официально образован в 1784 году. По состоянию на 2013 год, численность населения составляла 91 587 человека.

## География
По данным Бюро переписи США, общая площадь округа равняется 1828,542 км2, из которых 1807,822 км2 суша и 8,000 км2 или 1,130 % это водоемы.

## Население
По данным переписи населения 2010 года в округе проживает 88 247 жителей в составе 34 625 домашних хозяйств и 21 959 семей. Плотность населения составляет 41,00 человек на км2. На территории округа насчитывается 44 468 жилых строений, при плотности застройки около 19,00-ти строений на км2. Расовый состав населения: белые — 82,80 %, афроамериканцы — 13,40 %, коренные американцы (индейцы) — 0,90 %, азиаты — 1,00 %, гавайцы — 0,20 %, представители других рас — 2,20 %, представители двух или более рас — 0,88 %. Испаноязычные составляли 6,10 % населения независимо от расы.
В составе 26,70 % из общего числа домашних хозяйств проживают дети в возрасте до 18 лет, 58,10 % домашних хозяйств представляют собой супружеские пары проживающие вместе, 10,20 % домашних хозяйств представляют собой одиноких женщин без супруга, 28,50 % домашних хозяйств не имеют отношения к семьям, 24,90 % домашних хозяйств состоят из одного человека, 11,30 % домашних хозяйств состоят из престарелых (65 лет и старше), проживающих в одиночестве. Средний размер домашних хозяйств составляет 2,38 человека, и средний размер семьи 2,81 человека.
Возрастной состав округа: 21,20 % моложе 18 лет, 6,60 % от 18 до 24, 25,80 % от 25 до 44, 23,80 % от 45 до 64 и 23,80 % от 65 и старше. Средний возраст жителя округа 42 лет. На каждые 100 женщин приходится 93,00 мужчин. На каждые 100 женщин старше 18 лет приходится 89,80 мужчин.
Средний доход на домохозяйство в округе составлял 48 348 USD, на семью — 48 492 USD. Среднестатистический заработок мужчины был 31 260 USD против 23 526 USD для женщины. Доход на душу населения составлял 23 377 USD. Около 8,00 % семей и 11,40 % общего населения находились ниже черты бедности, в том числе — 16,60 % молодежи (тех, кому ещё не исполнилось 18 лет) и 10,10 % тех, кому было уже больше 65 лет.